# Чемпионат Азербайджанской ССР по футболу
Чемпионат Азербайджанской ССР по футболу — футбольный турнир, определявший сильнейшие азербайджанские любительские футбольные команды. Разыгрывался с 1928 по 1991 годы между клубными командами. В системе лиг советского футбола имел статус соревнования коллективов физической культуры.

## Чемпионы
Победителями становились:
| - 1928 «Прогресс 2» Баку - 1934 «Профсоюз» Баку - 1935 «Строитель» Баку - 1936 «Строитель» Баку - 1937 «Локомотив» Баку - 1938 «Локомотив» Баку - 1939 «Локомотив» Баку - 1940 «Локомотив» Баку - 1941-43 не проводился - 1944 «Динамо» (Баку) - 1945 не проводился - 1946 «Локомотив» Баку | - 1947 «Трудовые Резервы» Баку - 1948 ККФ Баку - 1949 ККФ Баку - 1950 «Искра» Баку - 1951 «Орджоникидзенефть» Баку - 1952 «Орджоникидзенефть» Баку - 1953 «Орджоникидзенефть» Баку - 1954 «Завод им. С. М. Будённого» Баку - 1955 «Орджоникидзенефть» Баку - 1956 НПУ «Орджоникидзенефть» Баку - 1957 НПУ «Орджоникидзенефть» Баку - 1958 НПУ «Орджоникидзенефть» Баку | - 1959 не проводился - 1960 СКА Баку - 1961 «Спартак» Губа - 1962 СКА Баку - 1963 «Араз» Баку - 1964 «Полад» Сумгаит - 1965 «Восток» Баку - 1966 «Восток» Баку - 1967 «Араз» Баку - 1968 СКА Баку - 1969 «Араз» Баку - 1970 СКА Баку | - 1971 «Химик» Сальяны - 1972 «Сураханец» Баку - 1973 «Араз» Баку - 1974 «Араз» Баку - 1975 «Араз» Баку - 1976 «Араз» Баку - 1977 «Карабах» Степанакерт - 1978 СКИФ Баку - 1979 СКА Баку - 1980 «Энергетик» Али-Байрамлы - 1981 «Гянджлик» Баку - 1982 «Тохуджу» Баку | - 1983 «Термист» Баку - 1984 «Термист» Баку - 1985 «Хазар» Сумгаит - 1986 «Гёязан» Казах - 1987 «Араз» Нахичевань - 1988 «Карабах» Агдам - 1989 «Строитель» Сабирабад - 1990 «Карабах» Агдам - 1991 «Хазар» Сумгаит |